# Keidi Bare
Keidi Bare   (Fier, 28 d'agost de 1997) és un futbolista professional albanès que juga com a migcampista pel Reial Saragossa.

## Carrera esportiva
Va ser jugador del KF Apolonia Fier al seu país natal.
L'any 2013 va fer una prova per l'Atlètic de Madrid ingressant al club matalasser. Fou jugador de l'Atlètic de Madrid B, Atlético Malagueño i Màlaga CF.
És internacional amb la selecció d'Albània.

### Espanyol
El 22 de setembre de 2020, Bare va signar contracte per quatre anys amb el RCD Espanyol, que acabava de baixar a segona divisió.